# Сент-Роза (город, Миннесота)
Сент-Роза (англ. St. Rosa) — город в округе Стернс, штат Миннесота, США. На площади 1 км² (1 км² — суша, водоёмов нет), согласно переписи 2002 года, проживают 44 человека. Плотность населения составляет 45,5 чел./км².
- FIPS-код города — 27-58072[1]
- GNIS-идентификатор — 0651049[2]